# Провинциальный секретарь
Провинциальный секретарь — статский классный чин 13-го класса в Табели о рангах в Российской империи. Фактически существовал с 1708 по 1845 года. 
Введён в ходе реформы территориального устройства России в 1708 году в соответствии с императорским указом от 18 декабря, после введения Табели о рангах относился к 13-му классу Табели, по статусу был ниже губернского секретаря и выше коллежского регистратора, титуловался «ваше благородие».
В период его бытования по данному чину жаловалось личное дворянство. Название чина происходило от должности секретаря, заведовавшего канцелярией в провинциальном правлении, при воеводе. К третьей четверти XVIII века чин постепенно стал превращаться в универсальный, не связанный с конкретной должностью, но после того как в результате реформы 1775 года должность провинциального секретаря была упразднена, он достаточно быстро вышел из употребления, в губернские секретари начали производить «через класс», непосредственно из чинов XIV класса. Ко второй четверти XIX века из статских чинов 13-го класса остались только горные, поскольку они до 1845 года давали своим обладателям права потомственного дворянства (а затем — личного, а не потомственного почётного гражданства), и горные инженеры не желали лишаться этой своей привилегии.

## Соответствие армейским званиям
C 1884 года данный чин, как и чин армейского прапорщика, применялся лишь в военное время.

## Знаки различия
Петлица или погон чиновника имел один просвет и одну звёздочку диаметром 11,2 мм, там же крепилась эмблемка (арматура) служебного ведомства.